# Richard Bartholomew
Richard Lawrence Bartholomew (29. listopadu 1926 – 11. ledna 1985) byl myanmarsko-indický umělecký kritik, fotograf, malíř, básník a spisovatel.

## Raný život
Richard Bartholomew uprchl z Tavoy (Dawei), Barmy (Myanmar), kde se narodil, během druhé světové války. Aby v Barmě unikl japonskému zajetí a hrozícímu pronásledování kvůli jejich křesťanským jménům. Se svou rodinou uprchl Bartholomew po silnici General Stilwell z Mandalay do Ledo v horním Ássamu v Indii. Jeho školní docházka na St. Paul's School v Rangúnu (Yangon) byla přerušena kvůli japonské invazi a Bartholomew dokončil střední školu v Dillí's Cambridge School. V roce 1950 získal bakalářský a magisterský titul na St. Stephen's College v Dillí. Během pobytu v St. Stephens se setkal s Rati Batra, svou budoucí manželkou, která byla sama uprchlicí z Pákistánu, která přišla do Indie během rozdělení v roce 1947. Bartholomew žil v Indii jako občan bez státní příslušnosti až do roku 1967, kdy získal indické občanství, čímž se uzavřely všechny možnosti návratu do Barmy, ze které se od počátku 60. let 20. století stala diktatura. 

## Fotograf, malíř, básník
Bartholomew působil nejen jako kritik umění, ale také jako spisovatel, básník, malíř a kurátor. Samostatné výstavy jeho práce se konaly v Dillí a Bombaji v 50. letech 20. století. Od té doby do 70. let dokumentoval život kolem sebe prostřednictvím fotografie. Přestože své fotografické práce během svého života vystavoval jen zřídka, jeho snímky důvěrně zachycovaly jeho rodinu a okruh jeho přátel a spolupracovníků umělců a jeho cesty po Indii a USA.

## Umělecký kritik a spisovatel
Bartholomew byl průkopnickým kritikem umění v tom, že byl jedním z prvních, kdo zahájil dialog s malíři. Podporoval smysl pro komunitu mezi umělci a sděloval jejich ideály veřejnosti, která nebyla zcela vnímavá nebo přesvědčená o odvážném uměleckém zkoumání indického hnutí progresivního umění.
Prostřednictvím četných recenzí publikovaných od počátku padesátých let do konce sedmdesátých let v publikacích jako The Indian Express, The Times of India a Thought, Bartholomew zdokumentoval umělecké trajektorie malířů, jako byli například: Francis Newton Souza, Tyeb Mehta, Manishi Dey, Biren De, Ram Kumara, Akbar Padam Kishan, Sabarzhan Kish. Mookherjea, Bhupen Khakkar, satish Gujral ; sochaři jako Ramkinkar Baij, Dhanraj Bhagat, Chintamoni Kar, Somnath Hore, Sankho Chaudhuri ; grafici včetně Kanwal Krishna, Devayani Krishna, Krishna Reddy, Jagmohan Chopra, Jyoti Bhatt a také renomovaní fotografové Raghu Rai a T. S. Satyan.
Kromě řady článků o indickém a tibetském umění je Bartholomew také spoluautorem, Husain, monografie o Makbulovi Fida Husejnovi, kterou vydal Harry Abrams, New York v roce 1972. V roce 1974 vydal monografii o Krišnovi Reddy. Také psal básně a povídky, které byly vydávány v časopisech včetně Thought a Illustrated Weekly. 

## Galerista a kurátor
Bartholomew byl ředitelem galerie Kunika-Chemould, první galerie současného umění v Novém Dillí. Následně v letech 1966–1973 spolupracoval s Tibet House v Novém Dillí jako jejich kurátor a rozvojový pracovník, kde katalogizoval dalajlamovu sbírku náboženských artefaktů a cestoval s nimi do USA a Japonska. V roce 1970 se stal držitelem 3. ceny Johna D. Rockefellera Asijské kulturní rady. Byl jmenován komisařem výstavy Silver Jubilee of Indian Independence, která se konala ve Washingtonu DC v roce 1973 a v roce 1982 odcestoval do Velké Británie jako návštěvník British Council a jako komisař výstavy Festival of India, během níž spolupracoval s Padamsee Kapur a Akbarem spolukurátorem výstavy Contemporary Indian Art na Royal Academy of Arts. Bartholomew sloužil jako tajemník Lalit Kala Akademi od roku 1977 do roku 1985.
Sotva 58letý Bartholomew zemřel v roce 1985. Zůstala po něm jeho manželka Rati Bartholomew a jeho dva synové Pablo a Robin.

## Dílo

### Umělecká kritika
- R. Bartholomew and S. Kapur: Husain. Harry N Abrams, New York, 1971, spoluautor Shiv Kapur[3]
- Krišna Reddy Řada současného indického umění, Lalit Kala Akademi, Indie, 1974
- R. Bartholomew and P. Bartholomew: Richard Bartholomew - The Art Critic. Zasvěcený popis zrodu moderního indického umění. issuu Publishing, 2014.[4]

### Poezie
- The Story of Siddhartha's Release (Příběh Siddhárthova propuštění, Writers Workshop, Indie, 1972)
- Poems (Básně, Writers Workshop, Indie, 1973)
- The Cycle (Cyklus, sonety, Writers Workshop, 1986)

### Fotografie
- A Critic's Eye. (PHOTOINK, New Delhi, Chatterjee & Lal, Mumbai & Sepia International, New York, 2009)[5]